# Stanislav Cífka
Stanislav Cífka (* 1987 in Český Krumlov) ist ein professioneller tschechischer E-Sportler sowie Schach-, Poker- und Magic:-The-Gathering-Spieler.

## Karriere im Schach
Cífka trägt seit 2006 den Titel FIDE-Meister. In der Saison 2004/05 spielte er erstmals in der tschechischen Extraliga. In der Saison 2007/08 erzielte er für den ŠK Mahrla Prag 8 Punkte aus 10 Partien (Elo-Performance 2592 und IM-Norm) und gehörte damit zu den erfolgreichsten Spielern der Saison. Seine bisher höchste Elo-Zahl betrug 2439 im Juli 2008. In der Saison 2008/09 gewann er mit Mahrla Prag die tschechische Meisterschaft.

## Karriere in Magic: The Gathering und im E-Sport
Cífka begann im Jahr 2000 MTG zu spielen. Im Jahr 2012 gewann er in Seattle den mit 40.000 US-Dollar dotierten ersten Platz beim Magic-Pro-Tour-Event Return to Ravnica mit einer Turnierstatistik von 18 Siegen in 19 Spielen, nachdem er eine Woche zuvor beim Grand Prix in San Jose unter die besten 4 kam. Ab 2015 spielte er kompetitiv Hearthstone und gewann unter anderem die DreamHack Bukarest 2015 und die Star Ladder StarSeries Season 1. 2017 qualifizierte er sich mit dem tschechischen Team für das Finale der Hearthstone Global Games 2017 auf der gamescom in Köln. Durch Siege über die Teams aus den USA und der Ukraine gewann das Team Tschechische Republik den mit 60.000 US-Dollar dotierten ersten Platz.
In der Zeit um den Jahreswechsel 2018/2019 spielte er für eine Weile Artifact (ähnlich wie Hearthstone ein digitales TCG). Nach einigen vorderen Resultaten für Cífka sank jedoch das allgemeine Interesse an dem Spiel und es fanden in der Folge kaum noch große Turniere statt.
Über seinen zweiten Platz in der Magic Rivals League 2020–2021 qualifizierte er sich für die Weltmeisterschaft in Magic: The Gathering Arena 2021. Dort erzielte er den geteilten neunten Platz und ein Preisgeld von 57.500 US-Dollar.
Nach Karrierepreisgeld zählt er durch seine Erfolge in Hearthstone, MTG: Arena und Artifact zu den zehn erfolgreichsten tschechischen E-Sportlern überhaupt (Stand: Februar 2023).

### Turniererfolge (Auswahl)
| Datum      | Platz  | Turnier                                    | Preisgeld            | Disziplin                                               | Team              |
| ---------- | ------ | ------------------------------------------ | -------------------- | ------------------------------------------------------- | ----------------- |
| 2012-10-21 | 1.     | Magic Pro Tour Return to Ravnica (Seattle) | 40,000 $             | Magic: The Gathering (Modern, Booster Draft)            |                   |
| 2014-05-18 | 7.     | Magic Pro Tour Journey into Nyx (Atlanta)  | 10,000 $             | Magic: The Gathering (Block Constructed, Booster Draft) |                   |
| 2015-04-26 | 1.     | DreamHack Bukarest 2015                    | 4,000 $              | Hearthstone                                             |                   |
| 2015-10-18 | 1.     | Star Ladder StarSeries Season 1            | 6,000 $              | Hearthstone                                             | Luminosity Gaming |
| 2015-11-15 | 2.     | SeatStory Cup IV                           | 4,000 $              | Hearthstone                                             |                   |
| 2016-09-18 | 2.     | PGL Bucharest Tavern Tales 2016            | 4,000 $              | Hearthstone                                             | Misfits           |
| 2017-08-26 | 1.     | Hearthstone Global Games 2017              | 60,000 $ (4-er Team) | Hearthstone                                             | Tschechische Rep. |
| 2019-01-26 | 1.     | OGA Pit Series                             | 4,500 $              | Artifact (Classic)                                      | Omnislash         |
| 2019-10-20 | 5.     | Mythic Championship V 2019                 | 12,500 $             | Magic: The Gathering Arena                              |                   |
| 2021-10-10 | 9.–12. | Magic World Championship XXVII             | 57,500 $             | Magic: The Gathering Arena                              |                   |

## Karriere im Poker
Bei der World Series of Poker im Rio All-Suite Hotel and Casino am Las Vegas Strip schaffte es Cífka 2019 bei zwei Events ins Preisgeld, u. a. belegte er den 1077. Platz im Main Event.